# Enisei Nhỏ
Sông Enisei nhỏ (tiếng Nga: Малый Енисей) chảy tại miền bắc Mông Cổ và Tuva. Sông là một phần của lưu vực sông Enisei. Sông chảy qua Dthung lũng Darkhad ở tây bắc của tỉnh Khövsgöl, Mông Cổ và sau đó chảy về phía tây qua dãy núi Ulaan Taiga đến Nga. Sông nhận nước từ Büsein và Bilin để hình thành Kyzyl-Khem. Trong 680 km chiều dài của sông, 298 là thuộc Mông Cổ. Một cây cầu đã được xây dựng gần trung tâm sum Renchinlkhümbe.
Khởi nguồn từ miền bắc Mông Cổ, được gọi là Shishged Gol (tiếng Mông Cổ: Шишгэд гол; tiếng Nga: Шишхид-Гол). Ban đầu, với tên gọi Kyzyl-Khem (tiếng Nga: Кызыл-Хем, tiếng Tuva: Кызыл-Хем - sông đỏ) và sau đó là Ka-Khem (tiếng Nga: Ка-Хем, tiếng Tuva: Каа-Хем - sông nhỏ) tiếp tục tại Tuva (Nga).